# 柳下正明
柳下 正明（やなぎした まさあき、1960年1月1日 - ）は、静岡県浜松市出身の元サッカー選手、サッカー指導者。

## 来歴
静岡県立浜名高等学校3年次に第56回全国高校サッカー選手権に出場。優勝候補と目されたが、1回戦で同じ優勝候補の北陽高校にPK戦の末敗退。東京農業大学在学中に1979 FIFAワールドユース選手権で3試合に出場した。
卒業後はヤマハ発動機サッカー部（後のジュビロ磐田）でDFとして活躍。1982年度の天皇杯優勝、1987年の日本リーグ優勝などに貢献した。本人は現役時代の自分を「もともとは激しいプレーヤー。だんだん経験を積み、また体もそんなに大きくなかったので、徐々にポジショニングや予測を生かしてボールを奪うという守備をするようになった」と回想している。1989年度の天皇杯決勝、後半途中まで2点をリードしながら、自身のクリアミスで日産レナトに同点ゴールを奪われる。
引退後は若手育成部門や、ハンス・オフト政権時代のトップチームコーチとしてジュビロ磐田のコーチを歴任、2000年9月に鈴木政一ヘッドコーチの監督昇格に伴いヘッドコーチに就任。鈴木監督を支え、2001年1stステージ、2002年1stステージ、2ndステージ（2002年は初の両ステージ）優勝を成し得た。
2003年1月に鈴木の監督勇退に伴い、監督に昇格。戦力低下がささやかれる中若手の登用を行い、優勝争いに絡んだものの、この年の成績は1stステージが2位、2ndステージが3位であった。年末から元日にかけて行なわれる天皇杯直前に、フロントとの強化方針の違いなどを示唆するコメントを残して天皇杯限りで退任を宣言。選手たちの慰留も振り切り、優勝という結果を残してヤマハ時代から在籍した磐田を去った。
若手選手育成の手腕を買われ、2004年からは、財政難により自前の若手選手育成によるチーム力強化を掲げたJ2コンサドーレ札幌の監督に就任。この年は最下位に終わったが、天皇杯ではベスト8に進出した。翌2005年はシーズン最終盤まで3位争いに絡むなど、着実にチームを進化させている。そのため当初の契約期間は2004年2月1日から2006年1月31日迄の2年契約であったが、2007年1月31日まで延長された。しかし2006年シーズンも最終的には昇格争いから脱落、11月22日コンサドーレ札幌は本人の申し出で契約を延長しないと発表、2006年度シーズン限りでの退団が決まった。その年の天皇杯では千葉や新潟、甲府というJ1勢を次々破り、クラブ史上初のベスト4まで進出した。
2007年はスカパーのサッカー解説者や静岡産業大学サッカー部のコーチとして活動していたが、同年9月に磐田にコーチとして復帰。2008年からはトップチームコーチとサテライトチームの監督を兼任し、内山篤監督が途中解任された際には、オフト新監督がチームを把握するまでのつなぎとして、1試合のみ実質の監督代行として指揮を執った（オフトはベンチ入り自体はしたため、正式に代行職を務めたわけではない）。
2009年より退任したオフトの後任として2度目となる磐田監督に就任。2010年にはナビスコカップ優勝を果たした。2011年、目標であるACL出場権を逃し、契約満了で退任した。
2012年6月より、アルビレックス新潟の監督に就任。シーズン途中での監督就任は自身初となった。就任当初J2降格圏内の17位に低迷していた新潟では堅い守備をより堅固に強化し、攻撃面では簡単にボールを失わないことを強調してポゼッションを向上させ、最終節でのJ1逆転残留に導いた。2013年も新潟の監督を続投。後半戦は5連勝などリーグ1位の勝ち点を収め、年間を通してクラブ史上最高勝ち点を記録した。
2016年12月6日に、ツエーゲン金沢の監督に就任することが発表された。
2023年11月5日、契約満了に伴う監督退任を発表。金沢は同日、J3の試合結果によってJ3降格が決まった。
2024年シーズンより、栃木SCのヘッドコーチに就任。
2024年5月14日、監督の田中誠とともに双方合意の上で契約解除された。
2025年度より、母校である浜名高等学校のサッカー部に指導者として就任した。

## エピソード
- 新潟のJ1残留を懸けた2012年J1最終節札幌戦では、J1第33節仙台戦で主審の判定に対して執拗に抗議したとして退席処分を受け[11]、直接指揮を執ることができなかった。これには仙台戦で警告累積が7に達していたFWブルーノ・ロペスが主審の判定に対して相当興奮しており、自身が抗議して時間を置いてブルーノらを落ち着かせることによって、ブルーノがイエローカードを掲示され、既に警告累積で次節出場停止が決定していたFWミシェウとともに次節出場停止処分を受けて大幅な戦力ダウンとなることを防ぐ意図があったという[12]。

## 所属クラブ
- 静岡県立浜名高等学校
- 東京農業大学
- 1982年 - 1992年 ヤマハ発動機

## 個人成績
| 国内大会個人成績 | 国内大会個人成績 | 国内大会個人成績 | 国内大会個人成績 | 国内大会個人成績 | 国内大会個人成績          | 国内大会個人成績 | 国内大会個人成績 | 国内大会個人成績 | 国内大会個人成績 | 国内大会個人成績 | 国内大会個人成績 |
| 年度             | クラブ           | 背番号           | リーグ           | リーグ戦         | リーグ戦                  | リーグ杯         | リーグ杯         | オープン杯       | オープン杯       | 期間通算         | 期間通算         |
| 年度             | クラブ           | 背番号           | リーグ           | 出場             | 得点                      | 出場             | 得点             | 出場             | 得点             | 出場             | 得点             |
| 日本             | 日本             | 日本             | 日本             | リーグ戦         | リーグ戦                  | JSL杯            | JSL杯            | 天皇杯           | 天皇杯           | 期間通算         | 期間通算         |
| ---------------- | ---------------- | ---------------- | ---------------- | ---------------- | ------------------------- | ---------------- | ---------------- | ---------------- | ---------------- | ---------------- | ---------------- |
| 1982             | ヤマハ           |                  | JSL2部           |                  | 0                         |                  |                  |                  |                  |                  |                  |
| 1983             | ヤマハ           | 7                | JSL1部           | 18               | 0                         | 1                | 0                | 2                | 0                |                  |                  |
| 1984             | ヤマハ           | 7                | JSL1部           | 12               | 0                         |                  |                  |                  |                  |                  |                  |
| 1985             | ヤマハ           | 7                | JSL1部           | 3                | 0                         |                  |                  |                  |                  |                  |                  |
| 1986-87          | ヤマハ           | 7                | JSL1部           | 19               | 0                         |                  |                  |                  |                  |                  |                  |
| 1987-88          | ヤマハ           | 7                | JSL1部           | 22               | 0                         | 2                | 0                |                  |                  |                  |                  |
| 1988-89          | ヤマハ           | 7                | JSL1部           | 22               | 0                         | 2                | 0                |                  |                  |                  |                  |
| 1989-90          | ヤマハ           | 7                | JSL1部           | 19               | 0                         | 5                | 0                |                  |                  |                  |                  |
| 1990-91          | ヤマハ           | 7                | JSL1部           | 18               | 0                         | 2                | 0                |                  |                  |                  |                  |
| 1991-92          | ヤマハ           | 7                | JSL1部           | 2                | 0                         | 0                | 0                |                  |                  |                  |                  |
| 通算             | 日本             | 日本             | JSL1部           | 135              | 0\|\|\|\|\|\|\|\|\|\|\|\| |                  |                  |                  |                  |                  |                  |
| 通算             | 日本             | 日本             | JSL2部           |                  | 0\|\|\|\|\|\|\|\|\|\|\|\| |                  |                  |                  |                  |                  |                  |
| 総通算           | 総通算           | 総通算           | 総通算           |                  | 0\|\|\|\|\|\|\|\|\|\|\|\| |                  |                  |                  |                  |                  |                  |

その他の公式戦
- 1990年
  - コニカカップ 7試合0得点
- 1991年
  - コニカカップ 1試合0得点

## 指導歴
- 1993年 - 2003年  ジュビロ磐田
  - 1993年 サテライトコーチ
  - 1994年 コーチ
  - 1995年 サテライト監督
  - 1996年 コーチ
  - 1997年 - 1998年 ユース監督
  - 1999年 - 2000年 コーチ兼サテライト監督
  - 2001年 - 2002年 コーチ
  - 2003年 監督
- 2004年 - 2006年  コンサドーレ札幌 監督
- 2007年  静岡産業大学サッカー部 コーチ
- 2007年 - 2011年  ジュビロ磐田
  - 2007年 - 2008年 コーチ
  - 2009年 - 2011年 監督
- 2012年6月 - 2015年  アルビレックス新潟 監督
- 2017年 - 2023年  ツエーゲン金沢 監督
- 2024年1月 -  同年5月14日  栃木SC ヘッドコーチ

## 監督成績
| 年度   | クラブ | 所属   | リーグ戦 | リーグ戦 | リーグ戦 | リーグ戦 | リーグ戦 | リーグ戦 | カップ戦       | カップ戦  |
| 年度   | クラブ | 所属   | 順位     | 勝点     | 試合     | 勝       | 分       | 敗       | Jリーグカップ  | 天皇杯    |
| ------ | ------ | ------ | -------- | -------- | -------- | -------- | -------- | -------- | -------------- | --------- |
| 2003   | 磐田   | J1     | 2位      | 57       | 30       | 16       | 9        | 5        | ベスト4        | 優勝      |
| 2004   | 札幌   | J2     | 12位     | 30       | 44       | 5        | 15       | 24       | -              | ベスト8   |
| 2005   | 札幌   | J2     | 6位      | 63       | 44       | 17       | 12       | 15       | -              | 3回戦敗退 |
| 2006   | 札幌   | J2     | 6位      | 72       | 48       | 20       | 12       | 16       | -              | ベスト4   |
| 2009   | 磐田   | J1     | 11位     | 41       | 34       | 11       | 8        | 15       | 予選リーグ敗退 | 4回戦敗退 |
| 2010   | 磐田   | J1     | 11位     | 44       | 34       | 11       | 11       | 12       | 優勝           | 4回戦敗退 |
| 2011   | 磐田   | J1     | 8位      | 47       | 34       | 13       | 8        | 13       | ベスト8        | 3回戦敗退 |
| 2012   | 新潟   | J1     | 15位     | 31       | 21       | 8        | 7        | 6        | 予選リーグ敗退 | 3回戦敗退 |
| 2013   | 新潟   | J1     | 7位      | 55       | 34       | 17       | 4        | 13       | 予選リーグ敗退 | 3回戦敗退 |
| 2014   | 新潟   | J1     | 12位     | 44       | 34       | 12       | 8        | 14       | 予選リーグ敗退 | 3回戦敗退 |
| 2015   | 新潟   | J1     | 15位     | 34       | 34       | 8        | 10       | 16       | ベスト4        | 3回戦敗退 |
| 2017   | 金沢   | J2     | 17位     | 49       | 42       | 13       | 10       | 19       | -              | 3回戦敗退 |
| 2018   | 金沢   | J2     | 13位     | 55       | 42       | 14       | 13       | 15       | -              | 3回戦敗退 |
| 2019   | 金沢   | J2     | 11位     | 61       | 42       | 15       | 16       | 11       | -              | 3回戦敗退 |
| 2020   | 金沢   | J2     | 18位     | 49       | 42       | 12       | 13       | 17       | -              | -         |
| 2021   | 金沢   | J2     | 17位     | 41       | 42       | 10       | 11       | 21       | -              | 2回戦敗退 |
| 2022   | 金沢   | J2     | 14位     | 52       | 42       | 13       | 13       | 16       | -              | 3回戦敗退 |
| 2023   | 金沢   | J2     | 22位     | 35       | 42       | 9        | 8        | 25       | -              | 2回戦敗退 |
| 通算   | J1     | J1     | -        | -        | 255      | 96       | 67       | 92       | -              | -         |
| 通算   | J2     | J2     | -        | -        | 430      | 128      | 123      | 179      | -              | -         |
| 総通算 | 総通算 | 総通算 | -        | -        | 685      | 224      | 190      | 271      | -              | -         |

- 2012年は第14節から指揮。

## タイトル

### 選手時代
ヤマハ発動機サッカー部
- 天皇杯 JFA 全日本サッカー選手権大会 : 1回 (1982年)
- 日本サッカーリーグ : 1回 (1987-1988)

### 監督時代
ジュビロ磐田
- 天皇杯 JFA 全日本サッカー選手権大会 : 1回 (2003年)
- Jリーグカップ : 1回 (2010)